# 鍬鱗龍屬
鍬鱗龍屬（屬名：Stagonolepis）是種已滅絕主龍類爬行動物，屬於堅蜥目，生存於三疊紀晚期的诺利期。鍬鱗龍的化石已在蘇格蘭與波蘭發現。
鍬鱗龍是種四足、植食性動物，身體覆蓋者厚重鱗甲。鍬鱗龍行動緩慢，牠們使用厚重骨板來抵抗同時代伪鳄类掠食動物的攻擊。鍬鱗龍身長3公尺，頭部長達25公分；與身體相比，鍬鱗龍的頭部非常小頭部少於身體長度的10%。牠們的嘴部前段沒有牙齒，嘴部後段有適合咀嚼的釘狀牙齒，但喙狀嘴的前端往上拱起，可讓鍬鱗龍拔起植物（類似現在的豬），包括木賊、蕨類植物、以及蘇鐵。

## 種

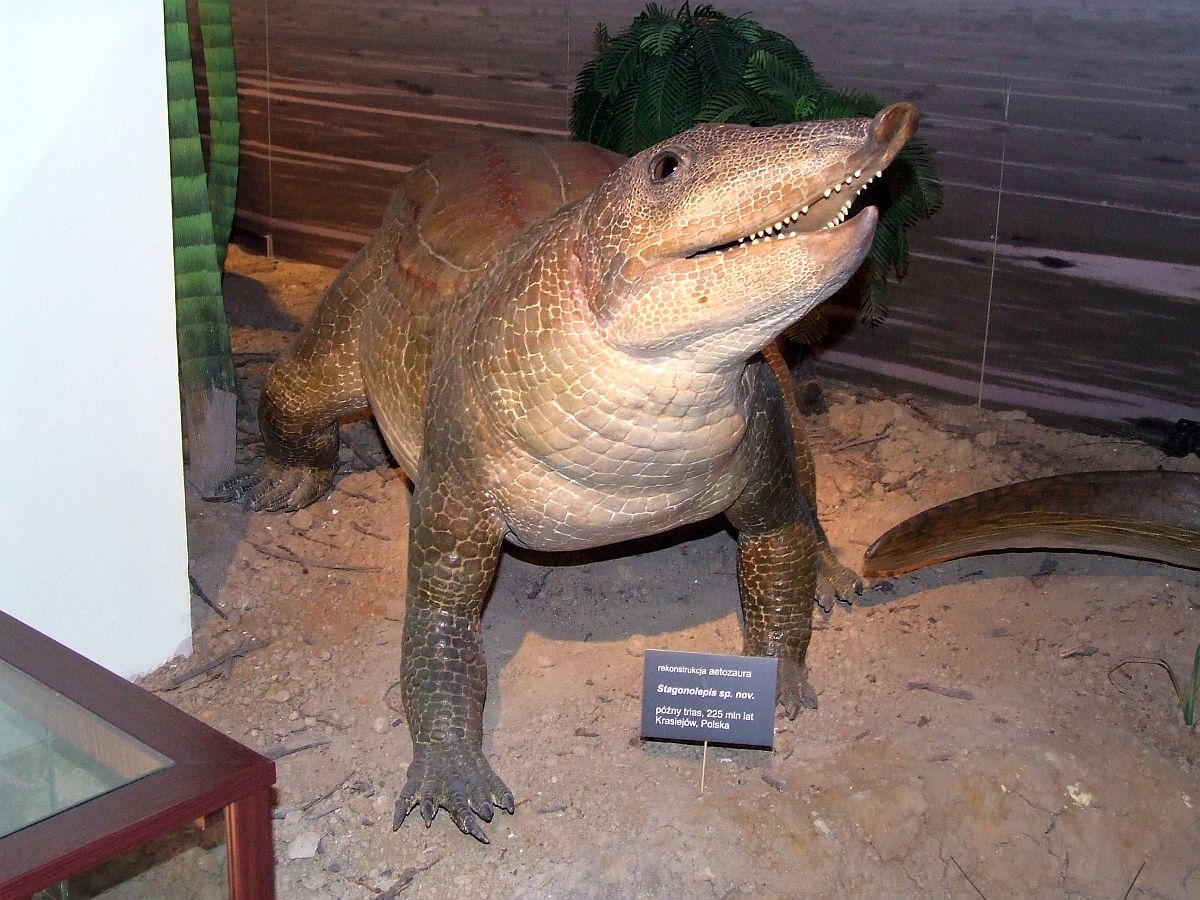
鍬鱗龍的實體模型，位於華沙演化博物館

模式種是S. robertsoni，化石發現於蘇格蘭的洛西茅斯砂岩層；第二個種是S. olenkae，化石發現於波蘭，地質年代比模式種還年輕。
某些古生物學家認為，發現於南美洲的Aetosauroides，是鍬鱗龍的次異名。Aetosauroides目前有兩個種：A. scagliai、A. subsulcatus。在2002年，史賓賽·盧卡斯（Spencer G. Lucas）將體形較大的種，歸類於鍬鱗龍的S. robertsoni，較小的種則歸類於S. wellesi。
一些發現於美國的化石，生存同年也是三疊紀晚期，原本是獨立屬Calyptosuchus，曾被改歸類成鍬鱗龍的第三個種S. wellesi。大部分研究認為鍬鱗龍、Calyptosuchus是兩個單系源，是兩個有效的獨立屬。

## 外部連結
- 鍬鱗龍簡介 （页面存档备份，存于） Dinoruss網站
- 鍬鱗龍 Mikko's Phylogeny Archive網站